# Amélia Muge

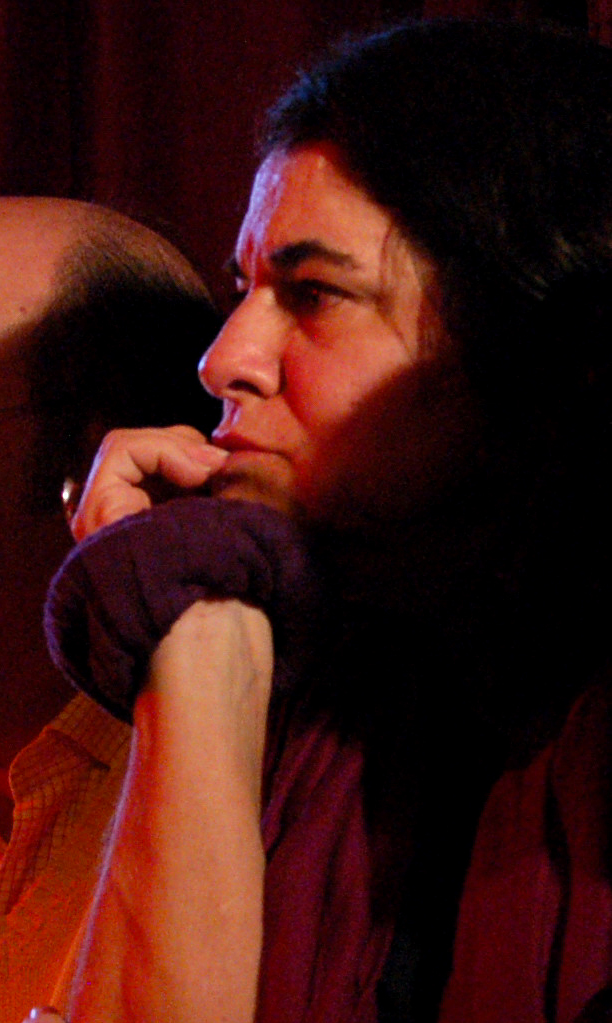
Muge (2010)

Maria Amélia Salazar Muge (* 7. Februar 1952 in Maputo, Mosambik) ist eine portugiesische Sängerin, Instrumentalistin, Komponistin und Liedtexterin.

## Leben und Werk
Sie wurde 1952 in Lourenço Marques geboren (heute Maputo), der Hauptstadt der damaligen portugiesischen Kolonie Mosambik. Ihr kulturell interessierter Vater förderte Amélia mit Klavierunterricht, Tanzstunden und Theatergruppen. Der später bedeutende Protestsänger José Afonso war einer ihrer Lehrer und hatte besonderen Einfluss auf sie. Nach der Unabhängigkeit Mosambiks 1975 zog sie mit ihrer Familie nach Portugal, wo sie Kunstwissenschaft und Geschichte studierte (nach anderen Quellen Design und Malerei). Beeinflusst durch die Bekanntschaft mit Júlio Pereira, entdeckte sie die traditionelle Musik Portugals für sich. Sie arbeitete mit Pereira auf verschiedenen Alben zusammen und ging mit seiner Gruppe auf Tour.
Ihre erste eigene Single veröffentlichte sie 1992 mit der Single Múgica, produziert durch Antonio José Martins. Die Platte fand ein großes Echo an portugiesischen Universitäten. Ein anderes Werk, erstellt zusammen mit José Mário Branco, mit dem sie 1995 zusammenarbeitete, war das Album zum Gedächtnis an José Afonso Maio Maduro Maio. Das Album wurde mit dem renommierten Prémio José Afonso ausgezeichnet, ebenso wie ihr folgendes eigenes Album Taco a Taco (1998).
Ihre Musik ist eine Mischung aus Tradition und Erneuerung. Ausgehend von Fado und traditioneller portugiesischer und afrikanischer Musik, fügte sie moderne Elemente ein. Sie benutzte dafür sowohl traditionelle Instrumente als auch moderne Technologien. Sie verwandte Texte von Autoren portugiesischer Zunge und textete selbst. Unter ihren Inspiratoren sind Fernando Pessoa, Cesário Verde und José Saramago zu nennen und ältere Dichter. 2009 trug sie mit einem exklusiven Musikstück in vielen verschiedenen Fragmenten zum Hörbuch-Hörspiel-Projekt Um Estranho em Goa bei, nach dem Roman von José Eduardo Agualusa.
Sie textete unter anderen für Cristina Branco, komponierte u. a. für Mafalda Arnauth und Camané und trat auf mit internationalen Künstlern wie Ray Lema, Carlo Rizzo oder Lucilla Galeazzi.

## Diskografie (Auswahl)
- Múgica (1992)
- Todos os Dias (1994)
- Maio Maduro Maio (mit José Mário Branco und João Afonso) (1995)
- Taco a Taco (1998)
- A Monte (2002)
- Não Sou Daqui (2006)
- Uma Autora, 202 Canções (2009)
- Periplus (mit Michales Loukovikas) (2012)
- Amélia com Versos de Amália (2014)
- Archipelagos (mit Michales Loukovikas) (2018)
- Amélias (2022)